# Пљачка од триста милиона јена
Пљачка од триста милиона јена (јапански: 三億円事件 сан оку ен ђикен) је највећа пљачка у Јапану свих времена. Одиграла се 10. децембра 1968, у девет часова и двадесет минута пре подне, у Токију. Случај никада није решен.

## Пљачка
Дана 10. децембра 1968. четири радника Кокубунђи бранше Нихон Шинтаку банке су превозила 294.307.500 јена (817.520 долара из 1968), који су били смештени у металне кутије у гепеку аутомобила. У кутијама су такође били и бонуси за раднике фабрике Тошиба Фућу. Након што су се приближили Токио Фућу затвору, пришао им је младић на мотоциклу, обучен у полицијску униформу. Млади полицајац их је обавестио да је кућа менаџера њихове бранше разнесена, и да су пристигле информације да је и на њихов ауто постављен динамит. Радници су напустили возило, и полицајац се сагао да погледа да ли је било шта постављено на ауто. Уследила је експлозија, и полицајац је повикао радницима да се склоне, ушао у ауто и одвезао се у непознатом правцу.

## Истрага
Истрагом је откривено да је експлозија заправо била сигнална ракета, испаљена да би се радници склонили и починилац одвезао са новцем. Мотоцикл је био обично цивилно возило префарбано у белу, а сви остали предмети пронађени на лицу места су само служили ометању рада полиције. Починилац је у једном тренутку изашао из аутомобила, пребацио новац у друго украдено возило марке Тојота, пронађена четири месеца касније, и одвезао се.
Истрага је укључила 170.000 полицајаца, и приведено је 110.000 осумњичених. 780.000 слика је постављено ради индентификације. Прва приведена особа је био деветнаестогодишњи син полицајца, који није имао алиби, али који је умро од тровања калијум цијанидом 15. децембра 1968. Његов случај је проглашен самоубиством и новац није пронађен, тако да је био ослобођен кривице.
Други осумњичени је био двадесетшестстогодишњи радник канадске владе у Јапану, који је био вешт возач. Приведен је зато што је личио на једну од скица осумњиченог, а био је оптужен у новинама Маинићи Шинбун, 12. децембра 1969. године. Имао је алиби, будући да је на дан пљачке радио испит за прокуратора. Због погрешног привођења је ухапшен полицајац Мицуо Муто.
Пријатељ првог осумњиченог је приведен из других разлога 15. новембра 1975. године, мало пре него што је случај застарео. У његовој кући је пронађена велика количина новца, али он никада није одговорио на питања о пореклу истог, и пре него што је дошло до било каквог решења, уследила је застарелост случаја.

## Случај данас
Децембра 1975. године је случај застарео, а 1988. није било више ни кривичне одговорности. Данас починилац може слободно да призна кривицу, и да не буде кривично гоњен. По догађају је снимљен филм 2000. године.